# Улуг-Хорум

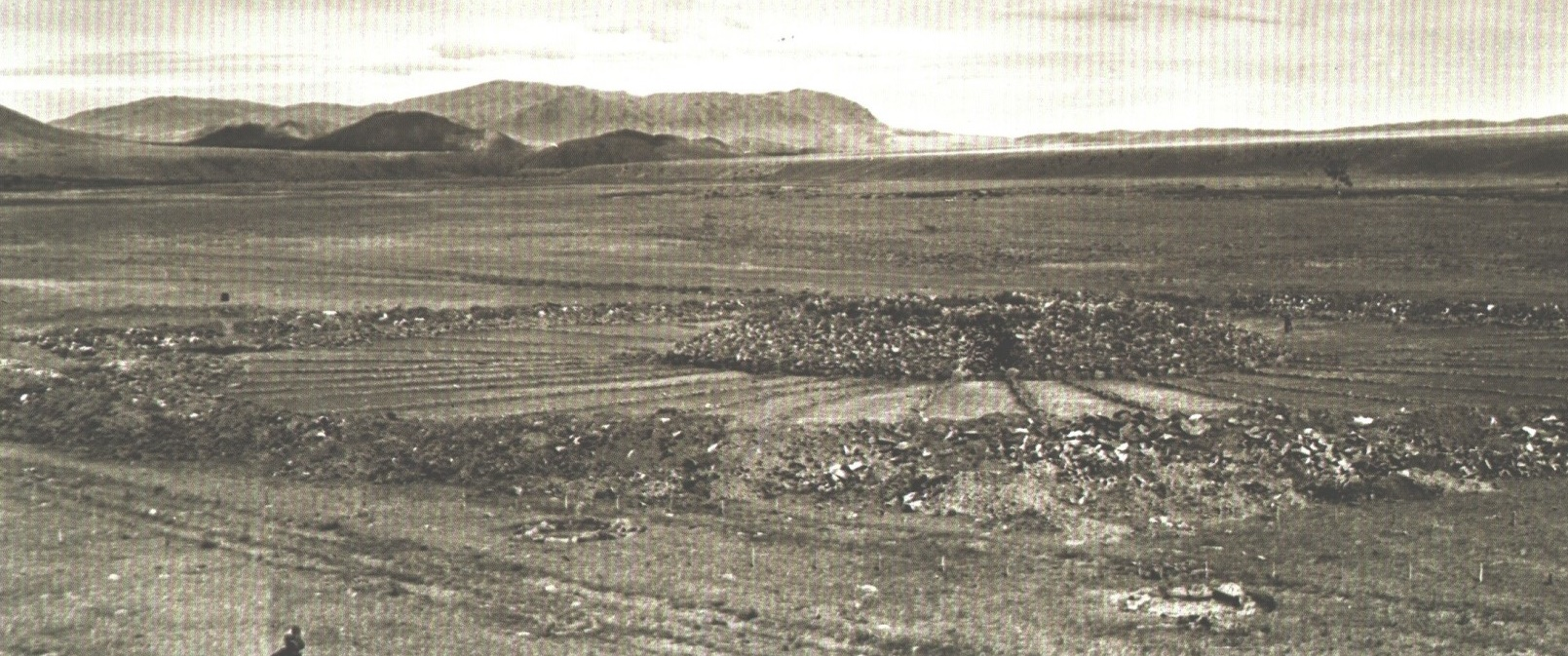
Улуг-Хорум (вид сбоку)

Улуг-Хорум (Храм Солнца) — находится в Овюрском кожууне, в долине, вблизи поселка Саглы.

## Описание
Один из наиболее крупных курганов скифского времени Тувы — Улуг-Хорум (Большой курган). Раскопки этого крупнейшего по масштабам кургана позволили сделать ученым вывод: это не погребальное, а культовое сооружение — Храм Солнца древних кочевников. Солярные культы, обожествление солнца и других небесных тел занимали важное место в религиозных представлениях многих племен и народов мира. Саглынский «Улуг-Хорум» представляет собой гигантское колесо с 32 «спицами»-лучами, что напоминает солнце, распластанное в степи. Общая площадь солярного храма — 3 700 кв. м.

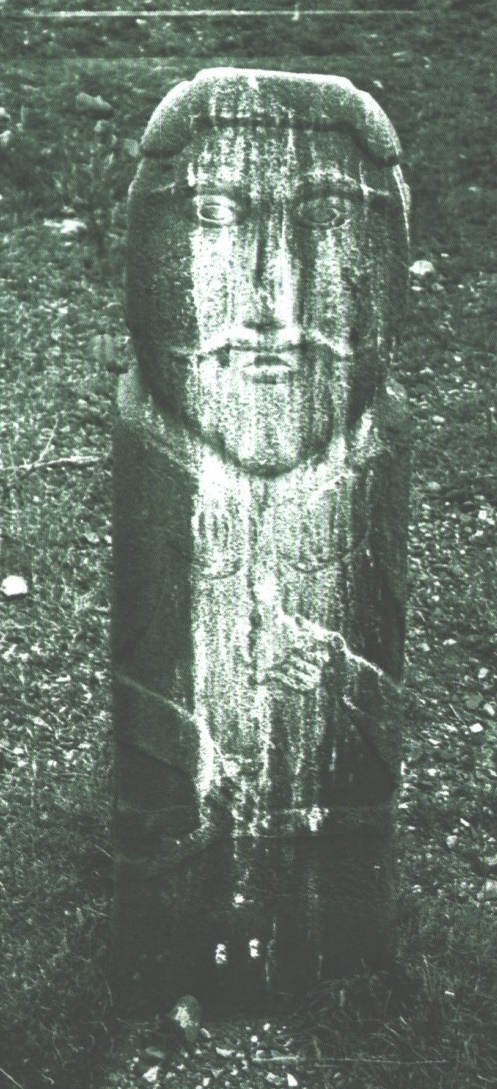
каменное изваяние

## История
Исследования, проведенные в 50-70-е годы XX века в Туве, расширили возможности изучения духовной жизни людей скифского времени: в дополнение к многочисленным погребальным комплексам в Центральной Азии открыты и исследованы Храмы Солнца, сооруженные древними кочевниками

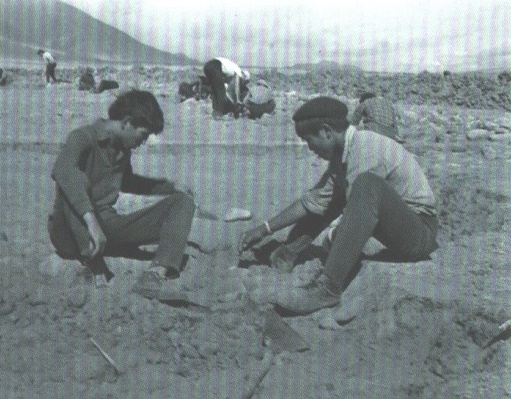
раскопки на кургане Улуг-Хорум

## Интересные факты
Известно, что солярный культ был широко распространён среди сако-массагетских племён (одной из частей огромного скифского мира). Геродот сообщает, что «из богов они чтут только Солнце, которому приносят в жертву лошадей». Смысл этой жертвы — самому главному из богов подобает самое быстрое животное. Культ солнца и коня, таким образом, укоренился в тувинской культуре ещё со времён скифов.